# Asociación de Servicios Comunitarios de Salud

## ASECSA
Asecsa significa Asociación de Servicios Comunitarios de Salud, es una institución no lucrativa.
Asecsa trabaja en las áreas rurales marginales. Se divide geográficamente en 5 Regiones. Petén es una de las Regiones que inicia en 1995, como resultado del acompañamiento de Retorno de Refugiados en México, como secuela de la Guerra Interna. Algunas de sus funciones es la Atención Primaria en Salud, Género y Salud, VIH y SIDA, Juventud, Seguridad y Soberanía Alimentaria, Formación y Capacitación a Promotores y Promotoras de Salud, Comadronas; proceso que se conduce mediante la metodología de la Educación Popular, Red Terapéutica de Medicamentos esencisales que consiste en la distribución de botiquines para las comunidades, trabaja especialmente en salud. También cuenta con farmacias, bodegas y bodegas regionales. Asecsa está dividido en cinco regiones que son Chimaltenango la sede nacional, Coban, Totonicapan, Rabinal y Petén.

## Ubicación del Centro de Capacitación ASECSA
El Centro de Capacitación Asecsa, se encuentra en el barrio La Paz de San Francisco (Petén), a doscientos metros del cruce de San Valentín. Es fácil de llegar aquí porque San Francisco es un área urbana.

## Región Petén
En la Región Petén, se trabaja con los programas de Capacitación, Red Terapéutica, HSH en tema de VIH.

### Capacitación
En este proyecto se tiene a gente bien preparada para que capacite a Comadronas y Promotores de salud, ellos son los encargados de atender a la gente en sus comunidades. A las Comadronas se les enseña a atender partos y el cuido de la madre y el bebe antes y después del parto. A los Promotores se les capacita para atender enfermos con plantas medicinales y médicamentos elaborados en Asecsa por medio de plantas medicinales.

### Red Terapéutica
En este proyecto se tiene a una persona encargada de Revisión de botiquín, y encargada del proyecto, también se capacita a un grupo de promotores en temas de salud. Actualmente contamos con dos farmacias en San Francisco, en el barrio el Centro y en San Juan de Dios aldea de San Francisco, además se cuenta con 35 botiquines en el área de Petén.

### HSH en tema de VIH
Asecsa trabaja con el proyecto de Visión Mundial, este proyecto es el que permite que se capacite a los HSH, que significa hombres que tienen sexo con hombres. Hay una Monitora del proyecto y una Educadora, quién se dedica a darles pre-consejerías a los HSH, y tomarles pruebas de VIH y pruebas para otras enfermedades, ellos son los más vulnerables de la población. La monitora es la encargada de elaborar notas convocando a los HSH, para reuniones y otras actividades. Esto es un gran beneficio para ellos ya que se les da condones para poder protegerse y se les capacita para no tener baja autoestima ya que ellos son los que más se les discrimina por lo que son.
- Datos: Q5709302